# ولادیمیر دوبرووشچیک
ولادیمیر دوبرووشچیک (بلاروسی: Уладзімір Уладзіміравіч Дуброўшчык؛ زادهٔ january ۷, ۱۹۷۲ (۵۳ سال)) ورزشکار دو و میدانی اهل بلاروس است.